# Obrazy z mládí
Obrazy z mládí (v korejském originále:: 청춘기록, Čeongčungirok; anglicky: Record of Youth) je jihokorejský televizní seriál z roku 2020, kde hlavní role ztvárnili Pak Po-gom, Pak So-dam, Bjeon Wu-seok a Kwon Su-hjon . Drama mělo premiéru na televizi tvN 7. září 2020 a vysílalo se každé pondělí a úterý ve 21:00 (KST) a je také celosvětově k dispozici na předplacené službě Netflix a to i s českými titulky.

## Obsah
Drama sleduje životy tří mladých lidí v rámci módního průmyslu, kteří se snaží dosáhnout svých snů a lásky ve světě, který pro to nemá příliš pochopení a o úspěchu často rozhoduje rodinné zázemí.

## Obsazení
| Pak Po-gom    | Sa Hje-čun   |
| Pak So-dam    | Ahn Jeong-ha |
| Bjeon Wu-seok | Won Hae-hjo  |
| Kwon Su-hjon  | Kim Čin-wu   |